# When We Were Twenty-One
When We Were Twenty-One er en amerikansk stumfilm fra 1915 af Edwin S. Porter og Hugh Ford.

## Medvirkende
- William Elliott som Richard Audaine.
- Charles Waldron som Dick Carew.
- Marie Empress som The Firefly.
- Helen Lutrell som Phyllis.
- Winifred Allen som Peggy.